# Bisoca
Bisoca è un comune della Romania di 2 870 abitanti, ubicato nel distretto di Buzău, nella regione storica della Muntenia.
Il comune è formato dall'unione di 8 villaggi: Băltăgari, Bisoca, Lacurile, Lopătăreasa, Pleși, Recea, Sările, Șindrila.